# Imaginisme
L'imaginisme (anglès: imagism) va ser un moviment literari circumscrit a l'avantguarda angloamericana.
Els seus poetes cercaven la precisió en la imatge i un llenguatge clar i punyent. Els imaginistes rebutjaven el sentiment i la forma discursiva pròpia de la major part de la poesia romàntica i victoriana. L'actitud de trencament dels imaginistes és contrària a la dels poetes georgians, que en primer lloc volien la continuïtat amb la tradició. Els imaginistes publicaren col·lectivament sota el nom «Imagist» durant el període 1914-1917. Entre els seus membres es troben alguns dels autors més importants de la tradició modernista en llengua anglesa, alguns dels quals foren més importants en camps aliens a la poesia.
El centre d'aquest moviment era Londres i els seus practicants provenien de Gran Bretanya, Irlanda i els Estats Units. Una de les característiques més inusuals per a l'època és la gran quantitat de dones pertanyents al moviment i que foren importants en el seu desenvolupament, com és el cas d’Amy Lowell, responsable d'una antologia de 1917, el pròleg de la qual constitueix el manifest del grup.
L'imaginisme és també significant com a primer moviment modernista en llengua anglesa. En paraules de T.S. Eliot, «El point de repère que es pren normalment i convenientment com punt d'inici de la poesia moderna és el grup denominat imaginistes a Londres el 1910».
A l'època en la qual sorgiren els poetes imaginistes, Longfellow i Tennyson eren considerats com els grans noms de la poesia, i el públic admirava el to ocasionalment moralitzador dels seus escrits. En canvi, l'imaginisme cercava un retorn al que anomenava valors «clàssics», com la presentació directa i l'economia de llenguatge, a més de la voluntat d'experimentar amb versificacions no tradicionals en el món anglosaxó, i, així, exploraren en les formes de la poesia xinesa, dels clàssics grecs, dels autors medievals o del simbolisme francès modern.
Tota la força de l'imaginisme posava el sentit en la recerca, fugint de la rigidesa de les formes poètiques heretades –d'on sorgí l'adscripció al «vers lliure»–, d'una nova relació entre el llenguatge i el significat, i d'una economia del llenguatge, basada en la precisió i alhora en la parla comuna. El focus del seu plantejament és la «cosa» com a «cosa»: la voluntat d'aïllar una imatge solitària per tal de revelar-ne l'essència, portant al terreny de la poesia tècniques contemporànies de l'art d'avantguarda com el cubisme. Tot i que l'imaginisme vol aïllar els objectes mitjançant allò que Ezra Pound anomenava els «detalls lluminosos», el mètode ideogramàtic de Pound consistia a juxtaposar instàncies concretes per expressar una abstracció, de forma semblant a la manera en què el cubisme sintetitza múltiples perspectives en una sola imatge.